# 11338 Schiele
11338 Schiele è un asteroide della fascia principale. Scoperto nel 1996, presenta un'orbita caratterizzata da un semiasse maggiore pari a 2,3127710 UA e da un'eccentricità di 0,1861899, inclinata di 4,87837° rispetto all'eclittica.